# Кулля
Кулля (рос. Кулье) — присілок в Печорському районі Псковської області Російської Федерації.
Населення становить 140 осіб. Входить до складу муніципального утворення Крупська волость.

## Історія
Від 2015 року входить до складу муніципального утворення Крупська волость.

## Населення
| 2001 | 2002 | 2010 |
| ---- | ---- | ---- |
| 156  | ↘149 | ↘140 |